# Trio per a piano núm. 1 (Xostakóvitx)
Trio per a piano núm. 1, op. 8, en do menor per a violí, violoncel i piano és una composició de cambra molt primerenca de Dmitri Xostakóvitx. Es va representar en privat a principis de 1924, però no es va publicar fins als anys vuitanta. Vint anys més tard, el compositor va escriure el més conegut Trio per a piano núm. 2 en mi menor, op. 67.

## Història
A principis del 1923, Xostakóvitx va contraure una tuberculosi bronquial. Després de l'operació va ser enviat a un balneari a Haspra, a Crimea, on va conèixer a Tatiana Glivenko, la filla d'un conegut investigador literari de Moscou. Tatiana era encara estudiant i de la mateixa edat que Dmitri; ell havia nascut un 25 de setembre i ella dues setmanes després. Els anys vinents es van veure intermitentment, i l'estiu del 1926 el van passar junts. Un cop acabada la relació sentimental, va seguir sent amiga del compositor i de la seva família.
L'obra va ser composta l'any 1923 quan el compositor tenia setze anys i havia estat al Conservatori de Leningrad durant tres anys. Originalment, va ser titulada com a Poème. En el moment en què la partitura s'estava preparant per a la seva publicació, sis dècades més tard, s'havien perdut els darrers 22 compassos de la part de piano, que van ser completats per l'alumne de Xostakóvitx, Boris Tixxenko.

## Anàlisi musical
Tots els temes de l'obra es deriven del motiu cromàtic inicial. El seu romanticisme és atípic de l'obra madura del compositor. En una carta a la dedicada del trio, la seva aleshores xicota Tatiana Glivenko, Xostakóvitx va escriure que el segon tema havia estat recuperat d'una Sonata per a piano en si menor que havia compost tres anys abans. Va ser interpretada per primera vegada en privat pel compositor i dos dels seus amics, seguida d'una audició per a Nikolai Miaskovski al Conservatori de Moscou el 8 d'abril de 1924. La durada estàndard és d'aproximadament 13 minuts.